# Idris Rahman
Idris Rahman (* 16. Juli 1976 in Chichester, West Sussex) ist ein britischer Jazzmusiker (Klarinette, Saxophon) und Musikproduzent mit bengalischen Wurzeln.

## Leben und Wirken
Rahman wurde wie auch seine Schwester, die Pianistin Zoe Rahman von einem bengalischen Vater und einer (in Neuseeland aufgewachsenen) britischen Ärztin aufgezogen.
Rahman arbeitete zunächst im Quintett seiner Schwester, dann als Saxophonist und Co-Leader bei den Soothsayers, deren Debütalbum Tangled Roots (Red Earth Records, 2006) sowohl jamaikanische Musik als auch westafrikanischen Afrobeat reflektierte. Drei weiteren Alben mit dieser Gruppe, die überall in Europa auftrat, folgten. Gemeinsam mit seiner Schwester Zoe Rahman legte er 2008 das seinem Vater gewidmete Album Where Rivers Meet vor, das bengalische Folklore, Film- und Popmusik der 1950er Jahre verarbeitete.
Rahman gehört zum Sextett von Arun Ghosh, zu Jonny Phillips Gruppe Oriole und war in das Album Forty Thieves Orkestar von Aidan Love involviert. Weiterhin hat er als Saxophonist mit Osibisa, Ayub Ogada, Dodgy, Reem Kelani und Julia Biel gearbeitet. Er ist Gründungsmitglied von Ill Considered. Mit Leon Brichard am Bass und Tom Skinner am Schlagzeuger gründete der das Trio Wildflower, dessen Debütalbum 2017 erschien; 2020 gefolgt von Season 2. Zu hören ist er auch auf Arun Ghoshs Album Seclused in Light (2022).